# Bryan Clark
Bryan Emmett Clark (Harrisburg, 14 marzo 1964) è un ex wrestler statunitense.
È noto per i suoi stint in WWF con il nome di Adam Bomb e in WCW con i nomi di Wrath e Bryan Clark.

## Carriera nel wrestling

### American Wrestling Association (1989–1990)
Clark debutta nel mondo del wrestling nel 1989 con il nome di The Night Stalker, dopo l'addestramento ricevuto da Jody Hamilton e DeWayne Bruce. Dopo qualche match nel circuito indipendente, entra nella American Wrestling Association. Partecipa a qualche house show e ha il primo feud di una certa importanza con il veterano Ox Baker. Segue la rivalità con The Trooper (Del Wilkes, il futuro The Patriot).

### World Championship Wrestling (1990–1991)
A causa dell'approssimarsi del declino della AWA nel 1990, Clark decide di trasferirsi nella World Championship Wrestling (WCW). Nel 1991 partecipa a WCW Starrcade '91 e, sostituendo l'infortunato Diamond Studd, in coppia con Rick Steiner viene sconfitto da Big Van Vader e Mr. Hughes. Poco tempo dopo abbandona la WCW.

### Universal Wrestling Federation (1992)
Si trasferisce nella Universal Wrestling Federation di Herb Abrams, esordendo il 19 giugno 1992. Lotta in tre match nella compagnia, sconfiggendo Johnny Kid e Jake Steele per poi perdere per squalifica contro Death Row 3260.

### Smoky Mountain Wrestling (1992–1993)
Clark entra nella Smoky Mountain Wrestling (SMW) nell'ottobre 1992 dopo essere stato segnalato al booker Jim Cornette da Paul Orndorff; debutta nel corso di uno show a Knoxville, Tennessee, perdendo contro Brian Lee per countout. Il 2 febbraio 1993 arriva la prima vittoria importante: sconfiggendo Tracy Smothers a Jellico, Tennessee, conquista infatti l'SMW Television Title. Sfortunatamente perde il titolo sei giorni dopo sconfitto da Tim Horner, e lascia la compagnia poco tempo dopo in quanto contattato dalla World Wrestling Federation.

### World Wrestling Federation (1993–1995)
Sul finire del 1993 Clark fa il suo debutto alla WWF, con il nome di Adam Bomb. Nei primi mesi alla WWF, Clark si fregia dei servizi da manager di Johnny Polo (futuro Raven). Dopo qualche mese Bomb passa sotto l‘ala protettrice di un nuovo manager: Harvey Wippleman. Adam Bomb partecipa a Survivor Series lottando con Irwin R. Schyster e Diesel, Rick Martel contro Marty Jannetty, Randy Savage, Razor Ramon, e 1-2-3 Kid, ma alla fine la vittoria finale va al team di Razor Ramon. Nei primi mesi del 1994 Adam Bomb ha una grande occasione: entra col numero 30 alla Royal Rumbe, ma ben presto viene eliminato da Lex Luger, che alla fine vince ex aequo con Bret Hart.
Nel 1994 Clark partecipa a WrestleMania X, per lui è la prima (e ultima) apparizione nel più importante PPV della WWF. La sua è una apparizione comunque da dimenticare, visto che viene distrutto da Earthquake in un match che dura appena 27 secondi. I feud di Clark alla WWF sono comunque di basso rilievo, come quelli con 1-2-3 Kid, che lo elimina in un match di qualificazione per i quarti di finale del torneo 1994 di King of the Ring.
Adam Bomb rompe bruscamente poi il suo rapporto con Harvey Whippleman ed inizia un feud contro un altro dei clienti del manager, Kwang, che viene sconfitto in un dark match prima di SummerSlam 1994. Adam Bomb partecipa a Survivor Series 1994 nel team Guts and Glory (Lex Luger, Mabel, Adam Bomb, Bart e Billy Gunn) contro The Million Dollar Team (Tatanka, King Kong Bundy, Bam Bam Bigelow, Jim Del Ray, Dr. Tom Pritchard). Alla fine gli unici due sopravvissuti saranno King Kong Bundy e Bam Bam Bigelow. Anche nel 1995 la fortuna sembra essere dalla parte di Clark che partecipa alla Rumble entrando con il numero 28, ma non riesce a sfruttare la grande occasione venendo eliminato dal suo futuro tag team partner Crush. Bomb partecipa nuovamente ai match di qualificazione per il torneo di King of the Ring, ma viene eliminato al primo match da Mabel (futuro vincitore del torneo) durante WWF In Your House 1.

### World Championship Wrestling (1995–1996; 1997–2001)
Visto gli scarsi risultati ottenuti alla WWF, Clark decide di passare alla rivale WCW dove debutta con il nome di Wrath. Anche alla WCW però la sua carriera stenta a decollare, visto che vari infortuni lo costringono continuamente a star fermo. Quando i problemi fisici gli danno un po' di tregua, Clark inizia a far coppia con Mortis (Chris Kanyon). I due iniziano un feud con la coppia formata da Glacier ed Ernest Miller. A Great American Bash 1997 Wrath viene sconfitto dal maestro delle arti marziali, Glacier (Ray Lloyd). Il feud ha fine a Bash at the Beach 1997, dove Mortis e Wrath sconfiggono Glacier ed Ernest Miller. Il team inizia poi un feud contro the Faces of Fear (Meng e the Barbarian). I due tag-team si affrontano a Fall Brawl, dove la vittoria finale va a Wrath e Mortis.
Il 23 novembre Clark partecipa senza lasciare il segno alla three ring battle royal, che si svolge a WCW World War 3 1997. La fortuna però torna a perseguitare Clark che decise di prendersi un periodo di pausa per riprendersi da tutti gli infortuni. Sul finire del 1998 Wrath torna alla WCW conseguendo una serie di vittorie in ppv. Sconfigge prima Meng a Halloween Havoc e poi Glacier a World War 3 (dove partecipa nuovamente alla three ring battle royal). All'inizio del 1999 Wrath inizia un feud con Bam Bam Bigelow: i due si affrontano prima a Nitro, il 4 gennaio in un match che si chiude per Double Count Out, ma la sfida decisiva fra i due si ha WCW Souled Out dove Bigelow riesce a portare a casa la vittoria finale.
Clark continua comunque a galleggiare nel mid-carding e nell'aprile del 1999 inizia un feud con Jerry Flynn. Proprio durante un match con Flynn la sfortuna si accanisce nuovamente con Clark che si infortuna gravemente a una gamba, strappandosi anche il legamento crociato anteriore: l'infortunio e così grave che Clark deve ricorrere ad un intervento chirurgico e deve restare fuori fino al 2000.

#### KroniK
Al suo ritorno alla WCW l'ex Adam Bomb inizia a lottare con il suo vero nome, Bryan Clark, e inizia a fare coppia con un altro ex WWF, Brian Adams (Crush alla WWF). Nascono così i KroniK, che debuttano nella WCW il 16 aprile 2000, durante WCW Spring Stampede, attaccando Lex Luger e Ric Flair che stavano affrontando Buff Bagwell e Shane Douglas, membri del New Blood. Ben presto però i KroniK passano dalla parte dei Millionaire's Club, dopo essere entrati in rotta di collisione con Vince Russo. Il nuovo Tag-Team della WCW inizia quindi un feud contro Buff Bagwell & Shane Douglas. Il 15 maggio 2000 i KroniK durante WCW Monday Nitro, conquistano i titoli di coppia sconfiggendo Shane Douglas e The Wall (che lottava al posto di Buff Bagwell sospeso per trenta giorni). Il regno di Clark e Adams dura solo quindici giorni: infatti, durante una puntate di WCW Thunder perdono i titoli in favore di Shawn Stasiak e Chuck Palumbo.
Il mese di giugno vede i KroniK imbattuti: i due sconfiggono anche gli “italiani” The Mamalukes (Big Vito & Johnny The Bull) a WCW Great American Bash. Il 9 luglio del 2000 si disputa WCW Bash at the Beach e i Kronik hanno l'occasione di tornare campioni di coppia. La sfruttano a dovere sconfiggendo i Perfect Event (Stasiak e Chuck Palumbo) dopo un match dominato da Clark e Adams.
Nel mese di agosto vediamo i campioni di coppia impegnati in un feud contro i Natural Born Thrillers (stable formata da giovani wrestler proveniente dalla WCW Powerplant). Il 13 agosto 2000 i Kronik mantengono i titoli sconfiggendo MIA (Misfits in Action),The Perfect Event e Sean O'Haire & Mark Jindrak a WCW New Blood Rising 2000. A sorpresa, sempre nel corso del PPV, i KroniK affrontano venendo sconfitti la coppia formata da Vampiro e The Great Muta, che diventano così i nuovi campioni di coppia WCW. Il mese di agosto vede i Kronik impegnati in un feud contro gli Harris Brothers. Per colpa dei due gemelli i KroniK ottengono molto sconfitte: Clark viene sconfitto addirittura da "Screamin'" Norman Smiley. Il 17 ottobre hanno l'occasione di vendicarsi degli Harris, ma vengono sconfitti durante WCW Fall Brawl, perdendo così i titoli.
Dopo molti mesi come tag team più amato alla WCW, i KroniK passano dalla parte dei cattivi prestando di nuovo servizio a Vince Russo. Iniziano un feud con Bill Goldberg, il wrestler più amato della federazione di Atlanta. Il 29 ottobre si svolge WCW Halloween Havoc, i KroniK affrontano Bill Goldberg in un Handicap-Match, ma nonostante l'inferiorità numerica "Da Man" riesce a portare a casa la vittoria. La WCW, in attesa dell'arrivo del nuovo millennio, organizza un PPV a Oberhausen, Germania: qui i KroniK si rifanno delle ultime cattive prestazioni sconfiggendo i Filthy Amimals (Rey Misterio jr. e Billy Kidman), che è l'inizio di un feud. Il 26 novembre, i KroniK vengono sconfitti dai Filthy Animals (Rey Misterio jr. e Billy Kidman) durante WCW Mayhem 2000. Nel mese di dicembre si scontrano con il tag team formato da Reno e Big Vito. Il 17 dicembre durante WCW Starrcade i quattro si scontrano e alla fine sono i KroniK a portare a casa la vittoria dopo che Reno tradisce il "fratello".
Il 2001 dei KroniK si apre con una serie di sconfitte e con un feud con i Totally Buff (Buff Bagwell e Lex Luger). Durante una puntata di Thunder Clark viene infortunato da Luger e Bagwell e la sua presenza per il ppv successivo è in forte dubbio. Il 18 febbraio KroniK hanno l'occasione di portare a casa una vittoria ma a sorpresa Bryan Clark, che aveva finto l'infortunio tradisce Adams dando così la vittoria ai Totally Buff. Subito dopo il match però si scopre che non era il vero Bryan Clark ma Mike Awesome vestito e truccato da KroniK. Il giorno dopo, a Nitro, Clark ha l'occasione di vendicarsi di Awesome ma il loro match finisce in no contest. Questa fu l'ultima apparizione di Clark e Adams alla WCW. Nel febbraio del 2001, Brian Adams viene operato d'urgenza per problemi di appendicite. Fortunatamente l'operazione ha pieno successo ma Adams deve stare fermo per quattro mesi. Poche settimane dopo la WCW viene acquistata da Vince McMahon, proprietario della WWF, che decide di non rilevare, fra i contratti dei wrestler, anche quello dei Kronik.

### Ritorno in WWF (2001)
Nei mesi successivi non ci sono voci che vogliono i Kronik alla WWF, ma a sorpresa il 3 settembre 2001 fanno il loro ritorno attaccando The Undertaker per ordine di Steven Richards, che aveva accusato l'American Bad Ass di essere stato l'elemento che aveva fatto disgregare i suoi “Right To Censor”. Il 20 settembre 2001 i Kronik disputano il loro primo match alla WWF sconfiggendo il Kaientai. Tre giorni dopo, a WWF Unforgiven hanno l'opportunità di conquistare i titoli di coppia WCW, ma dopo un match orrendo vengono sconfitti da Undertaker & Kane dopo che Taker ha eseguito la sua micidiale Last Ride PowerBomb su Clark. Visto il pessimo match, la WWF propone ai due un periodo di allenamento alla Ohio Valley Wrestling (federazione satellite della WWF). Clark si rifiuta e viene subito licenziato e stessa sorte subisce Adams dopo quasi due mesi da wrestler alla HWA (altra federazione satellite della WWF) e da istruttore alla Ohio Valley Wrestling.

### Federazioni indipendenti (2001–2003)
Il 24 febbraio 2002 abbiamo il ritorno dei Kronik. Clark e Adams partecipano infatti al ppv “Revolution”, evento organizzato dalla WWA. Alla fine gli ex campioni di coppia WCW portano a casa una vittoria sconfiggendo i Native Blood. Devono passare cinque mesi prima che Clark torni sul ring, questa volta non in America ma in Giappone, dove, sempre in coppia con Adams, conquista i titoli di coppia della AJPW, sconfiggendo Keiji Mutoh & Taiyo Kea. Il 30 agosto 2002, i Kronik perdono i titoli di coppia venendo sconfitti da Mike Barton & Jim Steele. Il 31 agosto sconfiggono Tomoaki Honma & Yuto Aijima. Passano altri 5 mesi prima di rivedere Clark sul ring, infatti sempre alla AJPW e sempre con Brian Adams, affronta perdendo Bill Goldberg e Keiji Mutoh.

### Ritiro (2004)
Nel luglio del 2004 Bryan Clark annuncia ufficialmente il suo ritiro dal wrestling per problemi fisici e nel 2006 si sottopone ad un intervento chirurgico alla schiena. Negli anni successivi scompare completamente dal panorama del wrestling mondiale.

## Personaggio
Mosse finali
- Come Adam Bomb
  - Atom Smasher (Release powerbomb)
  - Neutron Bomb (Diving clothesline)
- Come Wrath / Bryan Clark
  - Death Penalty (Side slam)
  - Meltdown (Pumphandle slam)

Manager
- Harvey Wippleman
- James Vandenberg
- Johnny Polo
- Steven Richards

## Titoli e riconoscimenti
- All Japan Pro Wrestling
  - World Tag Team Championship (1) – con Brian Adams[7]
- Pro Wrestling Illustrated
  - 47º posto nella lista dei migliori 500 wrestler singoli nei PWI 500 del 1995
  - 466º posto nella lista dei migliori 500 wrestler singoli nei "PWI Years" del 2003[8]
- Smoky Mountain Wrestling
  - SMW Beat the Champ Television Championship (1)[6]
- World Championship Wrestling
  - WCW World Tag Team Championship (2) – con Brian Adams[9]
- Wrestling Observer Newsletter
  - Worst Tag Team (2000, 2001) con Brian Adams
  - Worst Worked Match of the Year (2001) con Brian Adams vs. The Undertaker & Kane ad Unforgiven